# 神近市子
神近 市子（かみちか いちこ、出生名:神近 イチ、1888年6月6日 - 1981年8月1日）は、日本のジャーナリスト、婦人運動家、作家、翻訳家、評論家。ペンネームは榊 纓（さかき おう/えい）。1916年の日蔭茶屋事件で一躍著名になり、大杉栄に対する殺人未遂罪で2年間服役した。戦後に政治家になり、左派社会党および再統一後の日本社会党から出馬して衆議院議員を5期務めた。

## 生涯
長崎県北松浦郡佐々村（現在の佐々町）生まれ
。漢方医の神近養斉とハナ夫妻の子で、出生当時父は47歳、母は43歳になっていた。夫妻はすでに二男二女をもうけていて、彼女は末の子であった。
父は幼い末娘を「チコ」と呼んで可愛がっていたが、1891年、彼女が3歳のときに死去した。ついで1897年には長兄も死去し、一家は没落の一途をたどった。この時期に休学して笹山家に預けられた。
翌1898年、生家に戻って復学した。この時期から勉学に興味を抱き始め、読書に熱中した。13歳で佐々尋常小学校を卒業し、佐々高等小学校に進んだ。
1904年、佐々高等小学校を卒業して佐々尋常小学校の教員助手となったが、進学を希望して3日間で退職した。同年、活水高等女学校初等科3年次へ編入するも、中等科3年で退学。同時期に中山マサも通学していた。
津田女子英学塾卒。在学中に青鞜社に参加し、翻訳などを発表した。弘前県立女学校の教師を務めたが、青鞜社を脱退していなかったことが発覚し女学校教師を免職になった。故郷に戻った後、尾竹紅吉らとともに雑誌『番紅花』の創刊に関わった。
1914年、東京日日新聞の記者となり、社会部記者として働いた。この仕事を通じて、神近は社会主義者たちとかかわり、彼らの影響を受けた。
1916年、金銭援助をしていた愛人の大杉栄が、新しい愛人の伊藤野枝に心を移したことから神奈川県三浦郡葉山村（現葉山町）の日蔭茶屋で大杉を刺傷、殺人未遂で有罪となり一審で懲役4年を宣告されたが、控訴により2年に減刑されて同年服役した。裁判で神近は社会主義者ではないと弁明し、伊藤野枝に対する妬みを詳細に陳述した（日蔭茶屋事件）。
1919年に出獄後、文筆活動に専念した。長谷川時雨が創刊した『女人芸術』に参加したほか、1934年には鈴木厚とともに自ら『婦人文芸』を創刊した。
1943年から1945年まで東京都南多摩郡鶴川村能ヶ谷（現町田市能ヶ谷）に疎開したが、当時の市子は近衛文麿子飼いの反共テロリスト中溝多摩吉（防共護国団）の二号であった。
1947年、民主婦人協会、自由人権協会設立に参加。同年の第1回参議院議員通常選挙に全国区から立候補するも落選。
1952年9月、労働省婦人少年局の外郭機関として「婦人少年協会」（現・一般財団法人女性労働協会）が発足。神近は初代会長に就任した。1953年3月、同協会は広報誌『婦人と年少者』を創刊した。
1953年4月に行われた第26回衆議院議員総選挙に旧東京5区で左派社会党より出馬して初当選した。1955年の社会党再統一により党内では左派に属し、計5回の当選を重ね、1960年の第29回衆議院議員総選挙で落選。1957年の売春防止法成立にも尽力した。
1968年、再審特例法案を作成。この法案は、GHQ統治下の裁判で死刑が確定した死刑囚に対して再審の道を開くことを目的としたもので、廃案になったものの法案提出を契機に個別に中央更生保護審査会による恩赦の審査が行われ、菅野村強盗殺人・放火事件の受刑者などが無期懲役に減刑となった。
1969年、政界を引退した。
1970年、神近は日蔭茶屋事件を扱った吉田喜重の映画『エロス+虐殺』の上映差し止めを求めて提訴したが、「周知の事実」として棄却された。同年秋の叙勲で勲二等瑞宝章受章。
大杉の「自由恋愛論」に賛同した時代と、事件の反省から出獄後の中産階級的道徳へ回帰した時代とで思想的断絶が大きく、1956年には谷崎潤一郎の『鍵』を猥褻文書ではないかとして国会で問題にした。売春防止法成立に際しても、主婦の貞操を守るため娼婦の犠牲はやむをえないと述べるなど、他の廃娼運動論者とは一線を画していった。
1981年8月1日、老衰のため死去、93歳。死没日をもって従四位に叙される。

## ギャラリー

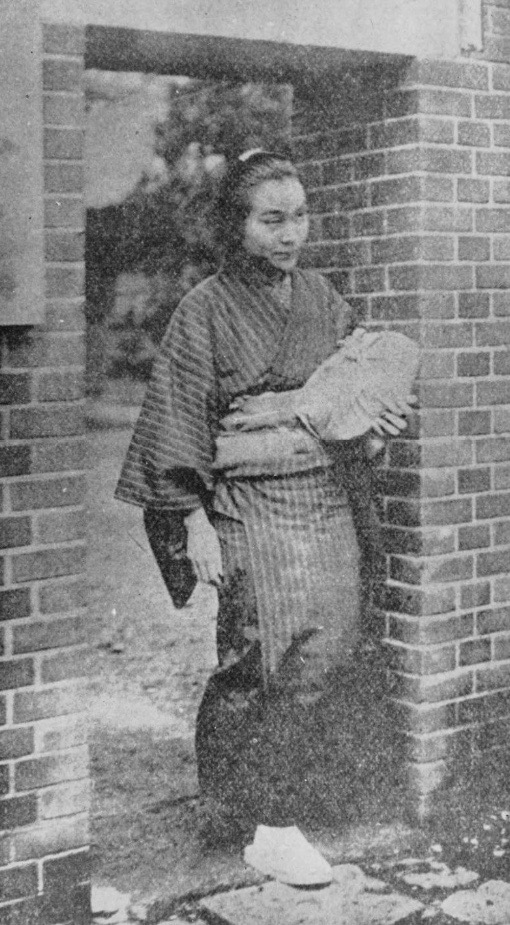
刑期を終えて出所する神近（1919年10月3日）
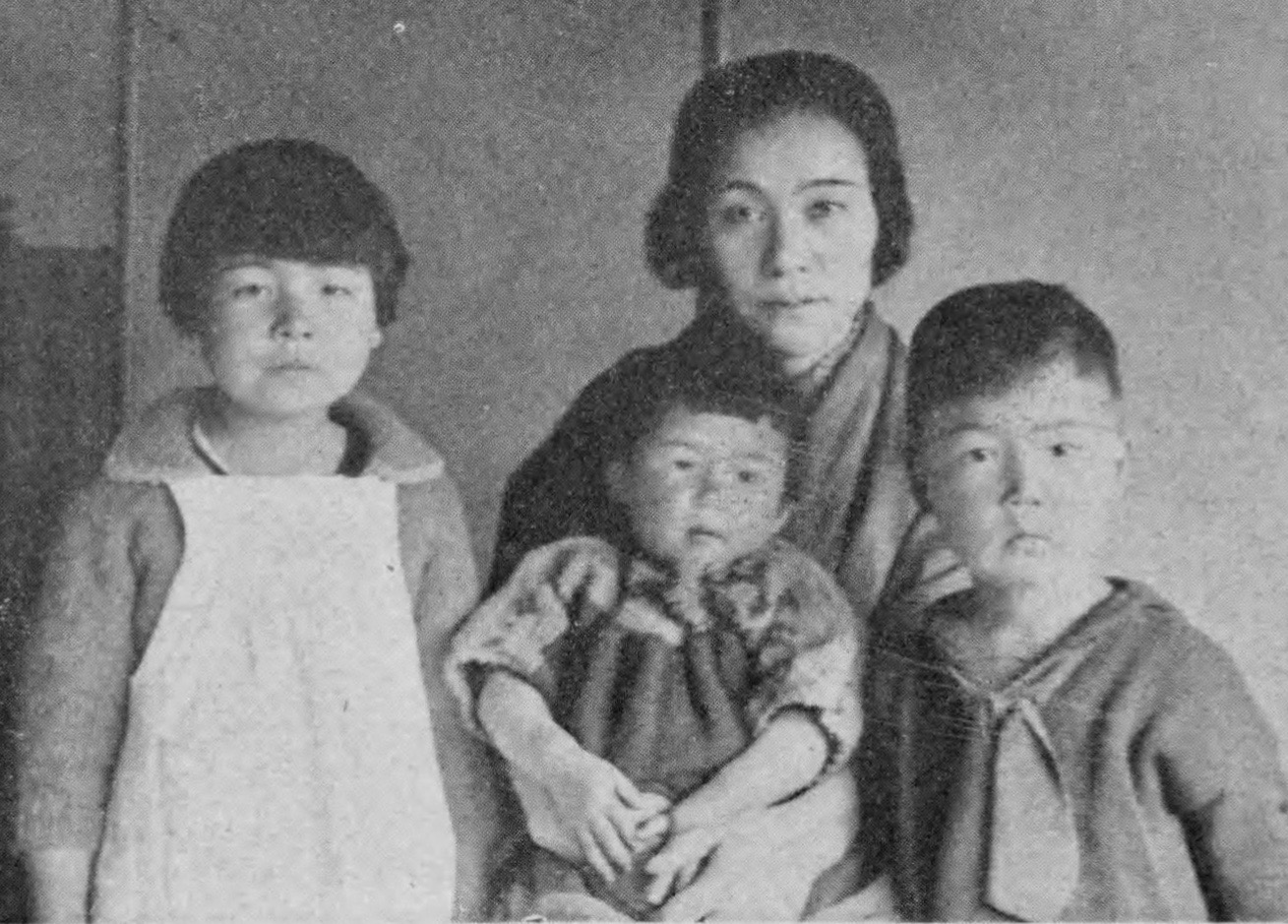
神近市子と神近の子ども（1928年）
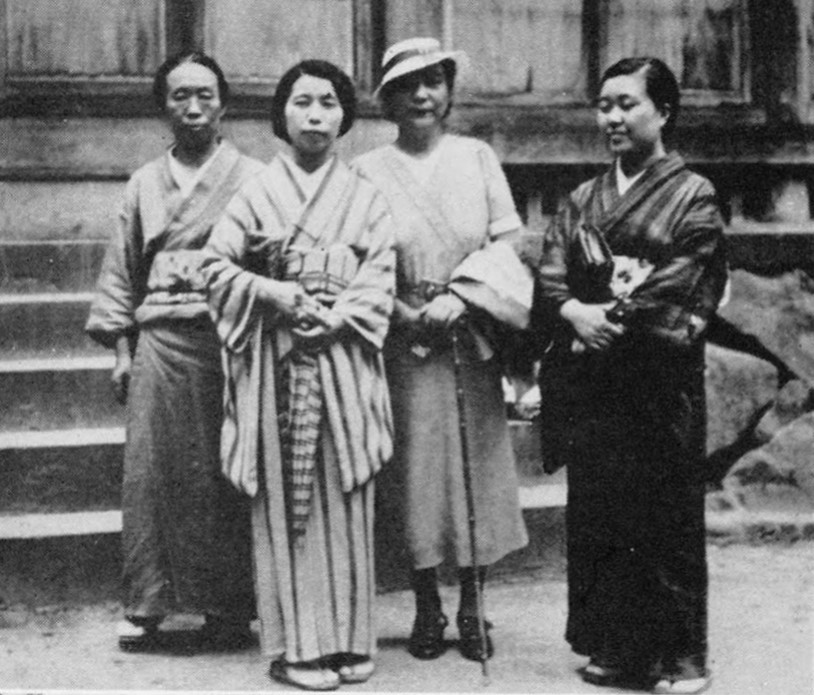
左から一人おいて、円地文子、神近市子、平林たい子。1937年頃、岩手県平泉町の中尊寺にて。
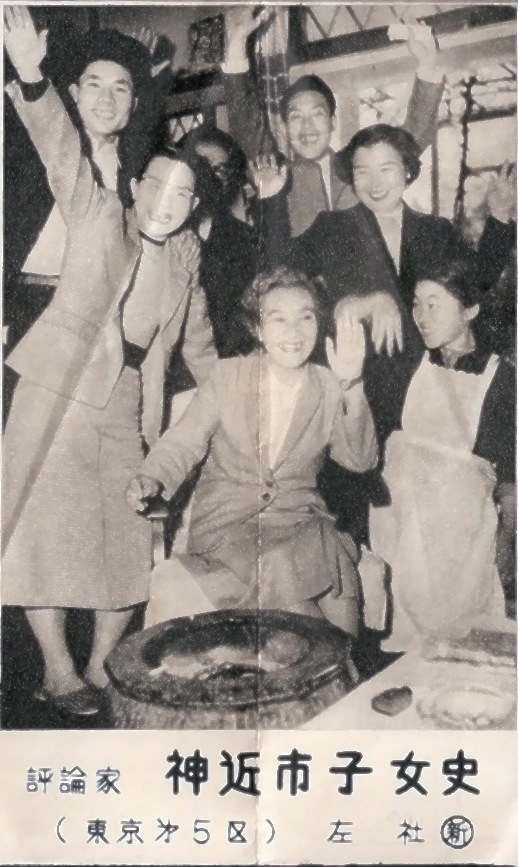
1953年4月19日に行われた第26回衆議院議員総選挙で当選したときの神近。
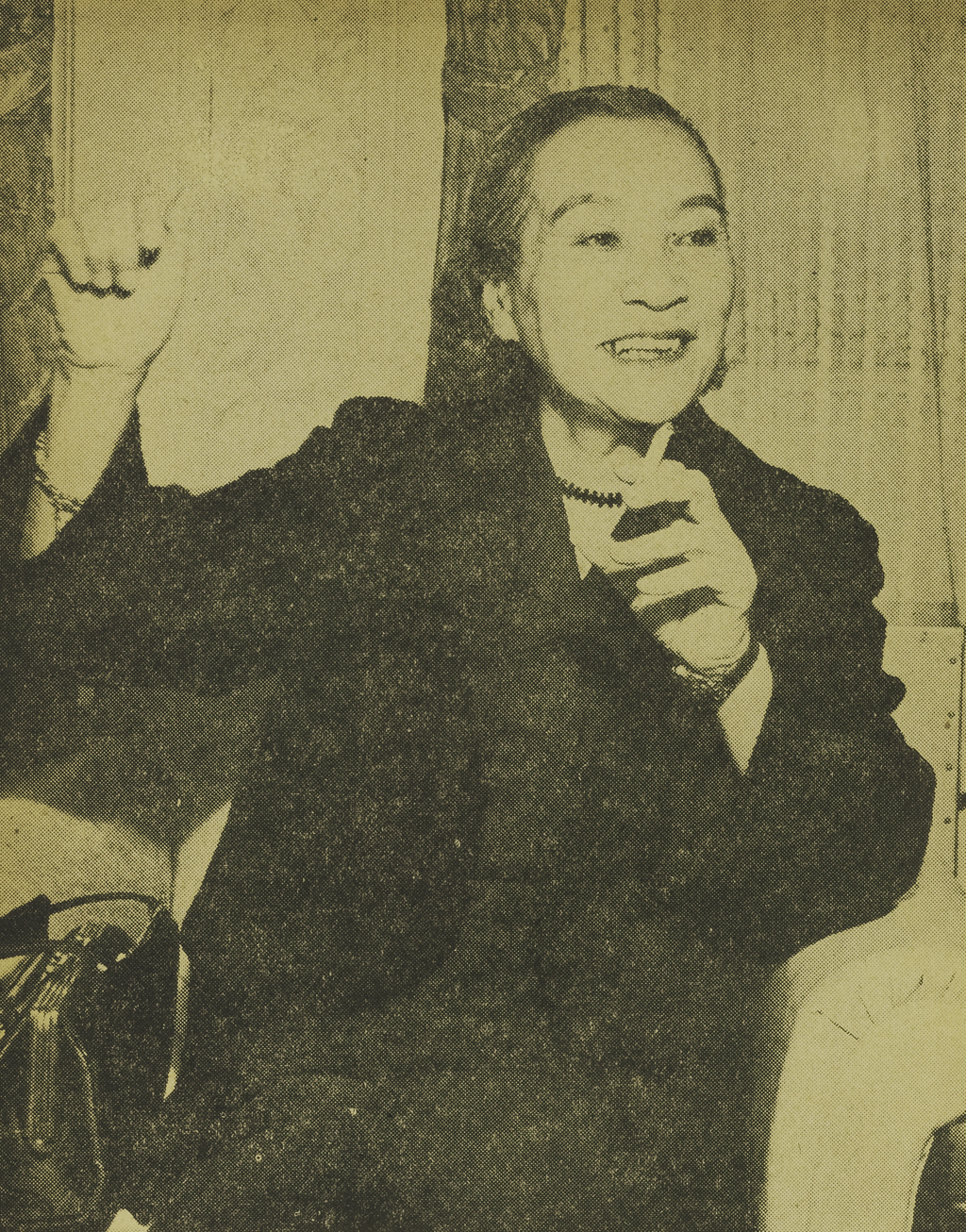
『現代女傑論』（1956年）より。

## 家族
市子は出獄後、1920年、鈴木厚と結婚し、1男2女の母となった。鈴木とは1935年に『婦人文藝』誌を創刊したが、1936年には離婚した。

## 著書
- 『引かれものの唄』（法木書店） 1917
- 『島の夫人』（下出書店） 1922
- 『村の反逆者』（下出書店） 1922
- 『社會惡と反撥』（求光閣） 1925
- 『未來をめぐる幻影』（解放社） 1928
- 『現代婦人讀本』（天人社） 1930
- 『性問題の批判と解決』（東京書房） 1933
- 『發展する社會』（建設社） 1934
- 『一路平安』（摩耶書房） 1948
- 『結婚について』（企画社） 1948
- 『女性思想史』（三元社） 1951
- 『灯を持てる女人 二十世紀世界婦人評伝』（室町書房、室町新書） 1954
- 『私の半生記』（近代生活社） 1956
- 『サヨナラ人間売買』（編、現代社） 1956
- 『わが青春の告白』（毎日新聞社） 1957
- 『神近市子自伝 わが愛わが闘い』（講談社） 1972
- 『神近市子文集』1 - 3（武州工房） 1986 - 1987

## 翻訳
- 『婦人と寄生』（オリーブ・シュライネル、三育社） 1917
- 『人類物語 書き直された世界史』（ヘンドリツク・ウイレム・ヴアン・ルーン、新光社） 1924、のち改題『世界人類史物語』（新潮文庫）
- 『バイブル物語 書きかへられた聖書』（ヘンドリック・ウイレム・ヴァン・ルーン、四方堂） 1925
- 『トルストイの追憶』（マキシム・ゴーリキイ、春秋社） 1926
- 『獄中記』（オスカア・ワイルド、改造社、改造文庫） 1929
- 『神と資本家』（ウイリアム・モントゴメリイ・ブラウン、大鳳閣書房） 1930
- 『労働婦人アンナ』（イヴァン・オルブラハト、アルス） 1930
- 『何を為すべきか』（チエルヌイシエフスキイ、南北書院） 1931
- 『ソヴエート・ロシヤに於ける婦人の生活』（ゼシカ・スミス、南北書院） 1932
- 『トルキスタンへの旅』（タイクマン、岩波新書） 1940
- 『戦線・銃後 世界大戦小説集』（鱒書房） 1940
- 『動物と人と神々』（オッセンドフスキー、生活社） 1940
- 『アメリカ史物語』（レイモン・コフマン、白水社） 1940
- 『アメリカ成年期に達する』（アンドレ・ジーグフリード、那珂書店） 1941
- 『新疆紀行』（エリノア・ラチモア、生活社） 1942
- 『船と航海の歴史』（ゼー・ホランド・ローズ、伊藤書店） 1943
- 『科学の学校』（レイモン・ペイトン・コフマン、世界文化協会） 1946

## 伝記研究
- 杉山秀子『プロメテウス　神近市子とその周辺』新樹社、2003年
- 石田あゆう『神近市子の猛進　婦人運動家の隘路』「近代日本メディア議員列伝10」創元社、2025年